# Jorge Daniel Martínez
Jorge Daniel Martínez (Montecarlo, 20 giugno 1973) è un ex calciatore argentino, di ruolo difensore.